# Konrad Neubauer (Fotograf)

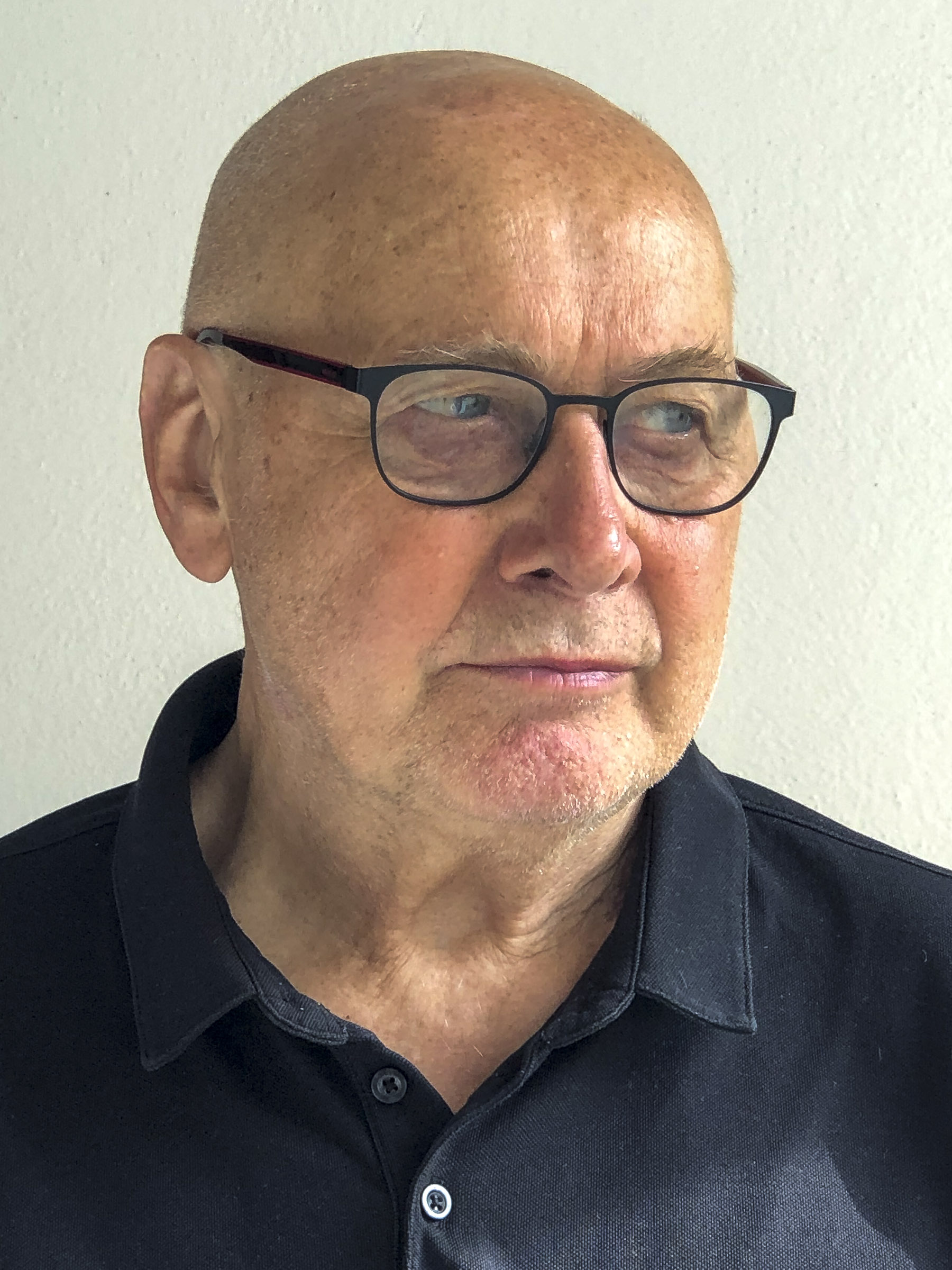
Konrad Neubauer (2023)

Konrad „Kurt“ Neubauer (* 27. September 1953 in Weyer, Oberösterreich) ist ein österreichischer Fotograf.

## Biografie
Konrad Neubauer schloss im Jahr 1972 die Matura ab und absolvierte eine pädagogische Ausbildung an der Pädagogische Hochschule der Diözese Linz (1972–1974). Er war als Pädagoge bis 2013 an Pflichtschulen tätig.
Im Jahr 1987 erfuhr er prägende und richtungsweisende Einflüsse durch die Grazer Autorenfotografie. 1988 nahm er an Workshops bei Johannes Faber, Friedl Kubelka und Heinz Cibulka teil. Ab 1989 war er österreichweit als Kulturvermittler im fotografischen Bereich an Pflichtschulen und in der Erwachsenenbildung tätig. Seit 1990 beschäftigt er sich maßgeblich mit Architektur- und Dokumentationsfotografie und setzt dies in Form von zahlreichen Projekten und Aufträgen um.
1991 gründete er die Straßengalerie Weyer mit dem Schwerpunkt Fotografie und leitete sie bis 1995. Seit 2021 führt er gemeinsam mit Maria Neubauer die Galerie im Prevenhuberhaus, die in erster Linie Fotografie und Medienkunst von österreichischen und internationalen Künstlern zeigt.

## Fotografische Arbeiten
Konrad Neubauer arbeitet sowohl im kommerziellen als auch im künstlerischen Bereich als Architektur- und Dokumentationsfotograf und hier vor allem mit konzeptueller Dokumentationsfotografie.
Waren es in den 80er und 90er Jahren Bildpaare, mit denen er wesentliche Veränderungen der regionalen Straßenlandschaften dokumentierte und in seiner Fotoarbeit Augenmerk minimale Unterschiede in einem begrenzten sozialen Raum sichtbar machte, so waren es später über einen langen Zeitraum angelegte Dokumentationen, in denen er an bestimmten Landschaftspunkten schwarzweiße Panoramabilder als Grundraster anlegte. Über Jahre hinweg waren sie jene Fixpunkte, von denen aus die steten Veränderungen fotografisch festgemacht werden konnten.
Konrad Neubauers zentrale Arbeit sind die Synapsen Weyer – eine digitale Erkundung von Weyer und seiner Umgebung. In 2500 drehbaren Panoramaansichten werden die Benutzer in die Lage versetzt, ein etwa 15 km2 großes Gebiet zu verschiedenen Tages- und Jahreszeiten visuell zu begehen bis hin zur Besteigung der umliegenden Berge und der Begehung einzelner Objekte und Wohneinheiten.
Für Neubauer ist Weyer nicht nur seine Heimat, sondern auch ein Platz, der sich ständig in Entwicklung befindet. Eine Entwicklung, die permanent abläuft und Beständigkeit in Frage stellt. Synapsen Weyer kann deshalb als Modell für andere Gemeinden und Regionen dienen, die an der Aufzeichnung der Chronologie von Veränderungsprozessen in ihrer Umgebung interessiert sind.
Konrad Neubauer arbeitet als freischaffender Fotograf und Berufsfotograf. Für die Fa. STRABAG arbeitete er viele Jahre als Architektur- und Dokumentationsfotograf.

## Ausstellungen
- 1994 Blau-Gelbe-Galerie Weistrach
- 1995 Festival der Regionen Oberösterreich[11][12]
- 1998 Beteiligung an der Oberösterreichischen Landesausstellung[13]
- 2013 Ausstellungsbeteiligung[14] Das öffentliche Bild im Museum der Moderne Rupertinum, Salzburg
- 2019 Austria Center Wien

Werkankäufe erfolgten durch das Land Oberösterreich und das Bundesministerium für Unterricht und Kunst.

## Publikationen
- Augenmerk. Eine fotografische Beobachtungsarbeit über einen Zeitraum von 10 Jahren. Mit Beiträgen von Kurt Scholz, Raimund Ločičnik und Kurt Kaindl, Katalog Festival der Regionen 1995.[15]
- mit Maria Barbara Neubauer: Vom langen Weg des Holzes. Geschichten aus dem Leben des Michael Wartecker. Stadtarchiv Steyr, Bibliothek der Provinz, Weitra 1999, ISBN 978-3-85252-327-9.[16]
- mit Maria Barbara Neubauer: Wechselzone Powerman Austria. Weyer, Großraming, Gaflenz, Maria Neustift. Bildband, Bibliothek der Provinz, Weitra 2016, ISBN 978-3-99028-586-2.[17]